# Fayetteville (Georgia)
Fayetteville ist eine Stadt und zudem der County Seat des Fayette County im US-Bundesstaat Georgia mit 15.945 Einwohnern (Stand: 2010).

## Geographie
Fayetteville liegt etwa 20 Kilometer südlich von Atlanta.

## Geschichte
Fayetteville wurde 1822 gegründet und 1888 zur Stadt erhoben.

## Demographische Daten
Laut der Volkszählung von 2010 verteilten sich die damaligen 15.945 Einwohner auf 6.006 bewohnte Haushalte, was einen Schnitt von 2,59 Personen pro Haushalt ergibt. Insgesamt bestehen 6.499 Haushalte. 
71,0 % der Haushalte waren Familienhaushalte (bestehend aus verheirateten Paaren mit oder ohne Nachkommen bzw. einem Elternteil mit Nachkomme) mit einer durchschnittlichen Größe von 3,14 Personen. In 39,7 % aller Haushalte lebten Kinder unter 18 Jahren sowie in 27,3 % aller Haushalte Personen mit mindestens 65 Jahren.
29,3 % der Bevölkerung waren jünger als 20 Jahre, 20,8 % waren 20 bis 39 Jahre alt, 30,6 % waren 40 bis 59 Jahre alt und 19,2 % waren mindestens 60 Jahre alt. Das mittlere Alter betrug 40 Jahre. 45,6 % der Bevölkerung waren männlich und 54,4 % weiblich.
55,0 % der Bevölkerung bezeichneten sich als Weiße, 33,9 % als Afroamerikaner, 0,4 % als Indianer und 6,6 % als Asian Americans. 1,4 % gaben die Angehörigkeit zu einer anderen Ethnie und 2,8 % zu mehreren Ethnien an. 4,8 % der Bevölkerung bestand aus Hispanics oder Latinos.
Das durchschnittliche Jahreseinkommen pro Haushalt lag bei 71.350 USD, dabei lebten 7,2 % der Bevölkerung unter der Armutsgrenze.

## Sehenswürdigkeiten
Das Fayette County Courthouse, das Holliday-Dorsey-Fife House sowie das Tandy King House sind im National Register of Historic Places gelistet.
Das Holliday-Dorsey-Fife House wurde im Jahre 1855 durch John Stiles Holliday, den Onkel des berühmten Western-Glücksspielers John Henry „Doc“ Holliday gebaut. Die Margaret Mitchell Library, gebaut im Jahre 1948, wird heute von der Fayette County Historical Society genutzt. Hier werden Bürgerkriegs- und genealogische Aufzeichnungen aufbewahrt.

## Verkehr
Fayetteville wird von den Georgia State Routes 54, 85, 92 und 314 durchquert. 
Der nächste Flughafen ist der Flughafen Atlanta (rund 20 Kilometer nördlich).

## Bildung
Fayette County High School und Whitewater High School sind die High Schools, die Fayetteville und seine Umgebung bedienen. Die beiden Schulen gehören zum Schulverband Fayette County.

## Kriminalität
Die Kriminalitätsrate lag im Jahr 2010 mit 213 Punkten (US-Durchschnitt: 266 Punkte) im durchschnittlichen Bereich. Es gab einen Mord, drei Vergewaltigungen, 13 Raubüberfälle, 22 Körperverletzungen, 58 Einbrüche, 332 Diebstähle und 24 Autodiebstähle.
Der Wrestler Chris Benoit (1967–2007) tötete in Fayatteville seine Ehefrau Nancy und den gemeinsamen Sohn Daniel, bevor er Suizid beging.

## Söhne und Töchter der Stadt
- Hugh M. Dorsey (1871–1948), Jurist und Politiker
- Paul Merrill Spurlin (1902–1994), Romanist und Literaturwissenschaftler
- Kelley O’Hara (* 1988), Fußballspielerin
- Mike Hilton (* 1994), American-Football-Spieler
- Teegan Van Gunst (* 1995), Beachvolleyball- und Volleyballspielerin
- Jabari Smith (* 2003), Basketballspieler